# Gengszterek sofőrje
A Gengszterek sofőrje (eredeti cím: The Driver) 1978-ban bemutatott amerikai neo-noir bűnügyi thriller, melyet Walter Hill írt és rendezett. A főbb szerepekben Ryan O’Neal, Bruce Dern és Isabelle Adjani látható.
1978. július 28-án került az amerikai mozikba a 20th Century Fox forgalmazásában. Bár a film anyagi szempontból nem bizonyult sikeresnek és a korabeli kritikusok is negatívan fogadták, idővel elismeréseket szerzett. Olyan filmrendezők munkásságára gyakorolt nagy hatást, mint Quentin Tarantino, Nicolas Winding Refn és Edgar Wright.

## Rövid történet
A történet főszereplője egy névtelen alvilági sofőr, aki pénzért cserébe rablások után segédkezik a rablóknak a helyszín elhagyásában. A Sofőr egy őt megszállottan elkapni próbáló nyomozóval kezd macska-egér játékba.

## Cselekmény
A Sofőr rejtélyes és halkszavú férfi, aki lopott autókat használ fel menekülőjárműként a Los Angeles vonzáskörzetében végrehajtott rablások során. Alvilági körökben közismert arról, hogy kiemelkedő autóvezetői tudásáért cserébe megkéri szolgáltatásai árát. A rendőrség figyelmét is felkelti a legendássá vált bűnöző, a Nyomozó pedig elhatározza: mindenáron véget vet az általa Cowboynak nevezett férfi bűnözői karrierjének.
Legutóbbi akciója során a Sofőr egy kaszinó kirablásánál segédkezik, de bűntársai késése miatt több szemtanú meglátja őt, köztük a Lány is. A rendőrségi szembesítésen a Lány hazudik a Nyomozónak és szándékosan nem ismeri fel a Sofőrt – az később a Lány lakására megy és hallgatásáért pénzt ad neki. Nemsokára a Nyomozó is felkeresi a Lányt és megfenyegeti, mivel ismeri annak nem teljesen makulátlan múltját.
A frusztrált Nyomozó hatáskörét túllépve egy törvénytelen csapdát állít fel vetélytársa elfogásához. Két lebukott bűnözőt – a Szemüveges férfit és Teeth-et – zsarolással, büntetlenségért cserébe arra kényszerít, hogy raboljanak ki egy bankot, béreljék fel a Sofőrt és az akció után adják át a rendőrségnek. A páros az Összekötő nevű nőn, a Sofőr társán keresztül lép kapcsolatba a Sofőrrel. Ő vonakodik együtt dolgozni velük és amikor megkérdőjelezik autóvezetői tudását, szándékosan összetöri a gengszterek autóját és megveri a rátámadó Teeth-et. Mivel terve kudarcba fulladt, a Nyomozó személyesen keresi fel a Sofőrt és egy játékot ajánl fel neki – a Sofőr ezt elfogadja, azzal a feltétellel, ha megduplázzák a pénzösszeget és Teeth nem vesz részt a rablásban. 
A rablást követően a Szemüveges megöli bankrabló társát és sikeresen elmenekül a Sofőrrel. Ám a férfit nem a rendőrséghez viszi, hanem egy kihalt épületbe, ahol végezni akar vele, megtartva magának a zsákmányt, kijátszva a Nyomozó embereit. A Sofőr egy tűzpárbajban megöli támadóját és az Union Station állomáson egy csomagmegőrző szekrényben helyezi el a pénzt. Az Összekötő és a Lány segítségét kéri a pénz tisztára mosásában. Teeth felfedezi a halott Szemüvegest, majd az Összekötőt kivallatva és megölve tudomást szerez a Sofőr tervéről. 
A Lány az állomáson találkozik a pénzmosásért felelős Váltóval. A tisztára mosott pénzt a férfi egy üres csomagmegőrzőben hagyja és a rabolt pénzzel vonaton távozik. A rendőrség azonban megfigyeli az állomást és a Nyomozó követi a Váltót, akit a vonaton egy lövöldözésben megöl. Teeth ellopja a Lány táskáját, benne a tisztára mosott pénzt tartalmazó szekrény kulcsával. Teeth-et és sofőrjét üldözőbe véve, egy autós hajszát követően a Sofőr felborítja Teeth kocsiját és agyonlövi az önmagát megadni nem hajlandó rablót. Teeth fiatal sofőrje átadja a Lány táskáját és a Sofőr engedi szabadon távozni a fiút. 
A Sofőr visszatér az állomásra a Lánnyal és kinyitja a szekrényt. A Nyomozó és számos embere már vár rá, hogy letartóztassák, a táska viszont üres, így bizonyíték nélkül a rendőrség tehetetlen. Látva, hogy a Váltó átverte őket, a Lány távozik, majd a Sofőr és a Nyomozó is elhagyja az épületet.

## Szereplők
| Színész         | Szerep           | Magyar hang      |
| --------------- | ---------------- | ---------------- |
| Ryan O’Neal     | A Sofőr          | Kalocsay Miklós  |
| Bruce Dern      | A Nyomozó        | Tahi Tóth László |
| Isabelle Adjani | A Lány           | Igó Éva          |
| Ronee Blakley   | A Kapcsolat      | Földi Teri       |
| Matt Clark      | titkosrendőr #1  | Szersén Gyula    |
| Felice Orlandi  | titkosrendőr #2  | Szakácsi Sándor  |
| Joseph Walsh    | Szemüveges férfi | Végvári Tamás    |
| Rudy Ramos      | Teeth            | Sörös Sándor     |
| Denny Macko     | Váltó férfi      |                  |

## Fordítás
- Ez a szócikk részben vagy egészben  a   The Driver című angol Wikipédia-szócikk fordításán alapul.  Az eredeti cikk szerkesztőit annak laptörténete sorolja fel. Ez a jelzés csupán a megfogalmazás eredetét és a szerzői jogokat jelzi, nem szolgál a cikkben szereplő információk forrásmegjelöléseként.